# Elecciones presidenciales de Colombia de 1884
Las elecciones presidenciales de Colombia de 1884 significaron el fin del radicalismo como modelo de gobierno en Colombia y la consolidación de la Regeneración. 
Rafael Núñez llega por segunda vez a la Presidencia de los Estados Unidos de Colombia ante la impotencia del liberalismo representado nuevamente por el dirigente santandereano Solón Wilches.
| Efigie | Candidato a presidente        | Partido o movimiento     | Votos |
| ------ | ----------------------------- | ------------------------ | ----- |
|        | Rafael Wenceslao Núñez Moledo | Liberal/conservador      | 6     |
|        | Solón Wilches                 | Liberal (sector Radical) | 3     |

Estados que votaron por Núñez:
- Panamá
- Cauca
- Antioquia
- Tolima
- Cundinamarca
- Bolívar

Estados que votaron por Wilches:
- Santander
- Boyacá
- Magdalena